# سد مرجة الفايت
سد مرجة الفايت  أو سد مرجة عمارة من أشهر السدود في سهل يسر ببلدية جنات ولاية بومرداس حيث يقوم السد يتوفير بيئة مناسبة لطائر الحجل

## تاريخ
قبل عام 1957 عانى سهل إيسر من نقص الري .تم حفر الآبار في السهل واستخدمت الينابيع التي تصب مياهها في قطع أراضي البستنة للزراعة هذه هي الطريقة التي جاءت بها الفكرة الأصلية لإنشاء بحيرات التلال على الجوانب الوعرة من كتلة إيزرس لالتقاط هذه المياه من الجداول.كل بحيرة تل عبارة عن خزان اصطناعي من 30.000 إلى 80.000 متر مكعب تغذيها المياه الجارية من مستجمعات المياه التي تطل على سهل إيسر ، لتحتل قاع وادي بمساحة 30 إلى 100 هكتار.
لا تسمح هذه البحيرات الصغيرة جدًا إلا بالري التكميلي الذي يطيل موسم الأمطار لمدة شهر أو شهرين ويمكن أن ينقذ المحاصيل في سنوات الجفاف بشكل غير عادي.
هكذا تم بناء سدين صغيرين ، في نهاية عام 1959 ، على التلال المجاورة لمدينة إيسر .يحتفظ سد العلال جنوب يسر بمساحة 60.000 م 3 ويروي 40 هكتار بمعدل 1500 م 3 / هأفي السنة
أما سد مرجة الفايت على واد عمارة بالقرب من جنات ، وبالقرب من 35 قرية من أولاد سمير ، فهو يحتفظ بـ 50.000 م 3 ، ويسقي 20 هكتارا بمعدل 2500 م 3 / هآ في السنة 

## وصلة خارجية
- APW de Boumerdès a prononcé sa dissolution